# Mauricio Victorino
Mauricio Victorino, vollständiger Name Mauricio Bernardo Victorino Dansilio, (* 11. Oktober 1982 in Montevideo) ist ein ehemaliger uruguayischer Fußballspieler.

## Karriere

### Verein
Mauricio Victorino ist der Neffe des ehemaligen Nationalspielers Waldemar Victorino. Er begann mit dem Fußballspielen auf Vereinsebene im baby fútbol bei Progreso. Zu dieser Zeit wurde er noch auf der Torwart-Position eingesetzt. Bei den Montevideanern war er anschließend auch in den Nachwuchsmannschaften aktiv. Dort übersprang der die Septima División, da der Klub seinerzeit nur Teams ab der Sexta División unterhielt. In dieser Mannschaft spielte er, trainiert von „Pepe“ Peluffo, auf der Position des Libero unter anderem gemeinsam mit Carlos Canobbio. Es folgten zwei Jahre in Progresos Team der Quinta División. Als er bereits am Training in der Cuarta División teilnahm, wechselte er zu Nacional Montevideo. Bei den Bolsos trainierte er aufgrund von Problemen mit seiner Spielberechtigung zunächst ein halbes Jahr lang nur mit. Er debütierte schließlich im Jahr 2000 in der Cuarta División. Er spielte am Anfang seiner Profi-Karriere 2004 für Plaza Colonia (16 Spiele, drei Tore) und von 2005 bis Mitte 2006 bei Nacional Montevideo (49 Spiele, ein Tor). Es folgte eine Station in Mexiko bei CD Veracruz (Mitte 2006 bis Mitte 2007). Dort bestritt er 28 Spiele und schoss drei Tore. Anschließend spielte er erneut auf Leihbasis für Nacional. Der Vertrag bei Veracruz lief noch bis 31. Mai 2009. In der zweiten Phase bei den Bolsos soll er bei 45 Einsätzen achtmal getroffen haben. Im August 2009 schloss er sich CF Universidad de Chile an. Bei den Chilenen sind 37 Ligaspiele und fünf Tore für Victorino verzeichnet. 2009 und 2011 wurde er die Mannschaft Chilenischer Meister. Im Februar 2011 wechselte Victorino für eine Ablösesumme von 2 Millionen US-Dollar für 100 % der Transferrechte zu Cruzeiro Belo Horizonte. Dort absolvierte er 43 Ligaeinsätze (24 in der Serie A, 19 in der Mineiro 1) und erzielte je zwei Treffer. Zudem kam er achtmal in der Copa Libertadores und dreimal in der Copa do Brasil zum Zuge. Nachdem er im Jahr 2013 auch aufgrund von Verletzungen bei Cruzeiro, wo er nach Presseberichten ein monatliches Salär von 80.000 US-Dollar erhielt, kaum zum Zuge kam, wechselte er Anfang Januar 2014 innerhalb Brasiliens für ein Jahr auf Leihbasis zu Palmeiras São Paulo. Sein Vertrag bei Cruzeiro endete allerdings ebenfalls nach Ablauf dieser Leihe. Für Palmeiras bestritt er sieben Begegnungen (kein Tor) in der Serie A. Anschließend setzte er seine Karriere ab Mitte Februar 2015 bei CA Independiente in Argentinien fort. Dort lief er in zehn Ligaspielen (ein Tor) und zwei Partien (kein Tor) der Copa Argentina auf. Sein Vertrag bei den Argentiniern lief bis zum 31. Dezember 2015. Im Januar 2016 wechselte er abermals zu Nacional Montevideo. Bei den Montevideanern absolvierte er in der Clausura 2016 zehn Erstligaspiele (kein Tor) und acht Partien (ein Tor) in der Copa Libertadores 2016. In der Saison 2016 kam er 14-mal (kein Tor) in der Liga zum Einsatz und gewann mit dem Team die Landesmeisterschaft. Danach führte sein Karriereweg im Januar 2017 nach Paraguay, wo er sich dem Club Cerro Porteño anschloss und ebenfalls Meister wurde. Beim Danubio FC in seiner Heimat beendete der Verteidiger schließlich 2021 seine Karriere.

### Nationalmannschaft
Victorino debütierte am 27. September 2006 im Freundschaftsspiel gegen Venezuela unter Trainer Óscar Tabárez mit einem Startelfeinsatz in der uruguayischen A-Nationalmannschaft. Zur Fußball-Weltmeisterschaft 2010 in Südafrika wurde er ins Aufgebot Uruguays berufen. Im Verlaufe des Turniers kam er in fünf Spielen zum Einsatz. 2011 gewann er mit Uruguay die Copa América. Er absolvierte 21 Länderspiele für sein Heimatland, ein Tor erzielte er nicht. Sein bislang letzter Einsatz für die Celeste datiert vom 16. Oktober 2012, als er im WM-Qualifikationsspiel gegen Bolivien auf dem Platz stand. (Stand: 22. August 2013)
Nach mehreren verletzungsbedingten Ausfällen anderer aktueller Nationalspieler wurde er nach fast vierjähriger Abstinenz für die WM-Qualifikationsspiele Ende März 2016 gegen Brasilien und Peru erneut in die Nationalmannschaft berufen.

### Erfolge
- 1× Copa América: 2011
- 4× Uruguayischer Meister: 2005, 2005/06, 2008/09, 2016
- 1× Liguilla Pre-Libertadores: 2008
- 2× Chilenischer Meister: 2009, 2011
- 1× Paraguayischer Meister: 2017